# Єрмекеєво
Єрмеке́єво (рос. Ермекеево, башк. Йәрмәкәй) — село, центр Єрмекеєвського району Башкортостану, Росія. Адміністративний центр Єрмекеєвської сільської ради.
Населення — 3937 осіб (2010; 4206 в 2002).
Національний склад:
- башкири — 55 %
- татари — 38 %

## Видатні уродженці
- Садикова Мукарама Хафізівна — башкирська письменниця.